# Рой Бентлі
Рой Томас Френк Бентлі (англ. Roy Thomas Frank Bentley, 17 травня 1924, Бристоль — 20 квітня 2018) — англійський футболіст, що грав на позиції захисника, нападника, зокрема, за клуб «Челсі», а також національну збірну Англії. По завершенні ігрової кар'єри — тренер.
Чемпіон Англії у складі «Челсі». 

## Клубна кар'єра
У футболі дебютував 1939 року виступами за команду «Бристоль Сіті», в якій провів сім сезонів. 
Протягом 1946—1948 років захищав кольори клубу «Ньюкасл Юнайтед».
Своєю грою за останню команду привернув увагу представників тренерського штабу клубу «Челсі», до складу якого приєднався 1948 року. Відіграв за лондонський клуб наступні вісім сезонів своєї ігрової кар'єри. Більшість часу, проведеного у складі «Челсі», був основним гравцем команди. У складі «Челсі» був одним з головних бомбардирів команди, маючи середню результативність на рівні 0,41 голу за гру першості. За цей час виборов титул чемпіона Англії.
Протягом 1956—1960 років захищав кольори команди клубу «Фулгем».
Завершив професійну ігрову кар'єру у клубі «КПР», за команду якого виступав протягом 1960—1962 років.

## Виступи за збірну
1949 року дебютував в офіційних матчах у складі національної збірної Англії. Протягом кар'єри у національній команді провів у її формі 12 матчів, забивши 9 голів.
У складі збірної був учасником чемпіонату світу 1950 року у Бразилії, де зіграв з Чилі (2-0) і з США (0-1). 

## Кар'єра тренера
Розпочав тренерську кар'єру невдовзі по завершенні кар'єри гравця, 1963 року, очоливши тренерський штаб клубу «Редінг».
Останнім місцем тренерської роботи був клуб «Свонсі Сіті», головним тренером команди якого Рой Бентлі був з 1969 по 1972 рік.
Помер 20 квітня 2018 року на 94-му році життя.

## Титули і досягнення
- Чемпіон Англії (1):

«Челсі»: 1954—1955
- Володар Суперкубку Англії (1):

«Челсі»: 1955